# سیارک ۲۳۳۱۰
سیارک ۲۳۳۱۰ (به انگلیسی: 23310 Siriwon، نامگذاری:2001AA25) بیست و سه هزار و سیصد و دهمین سیارک کشف شده‌است که در ۴ ژانویه ۲۰۰۱ کشف شد.
قدر مطلق سیارک برابر ۱۲.۳ است.